# Skappelnabben
Skappelnabben är en bergstopp i Antarktis. Den ligger i Östantarktis. Norge gör anspråk på området. Toppen på Skappelnabben är 2 475 meter över havet, eller 274 meter över den omgivande terrängen. Bredden vid basen är 7,4 km.
Terrängen runt Skappelnabben är platt åt nordväst, men åt sydost är den kuperad. Trakten är obefolkad. Det finns inga samhällen i närheten.